# Rue Bastien-Lepage
Pour les articles homonymes, voir Lepage.
La rue Bastien-Lepage est une voie du 16e arrondissement de Paris, en France.

## Situation et accès

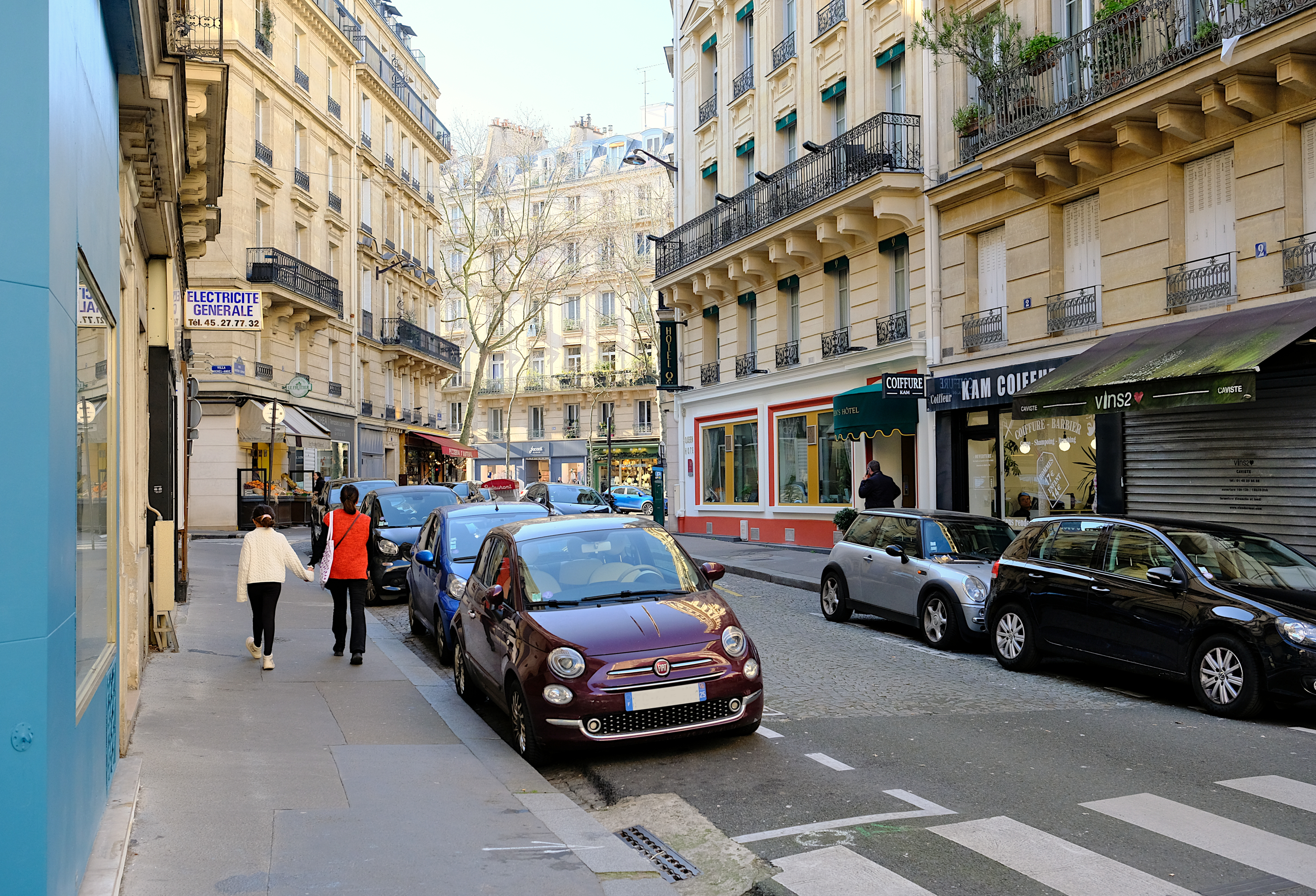
La rue Bastien-Lepage depuis la rue Pierre-Guérin.

## Origine du nom

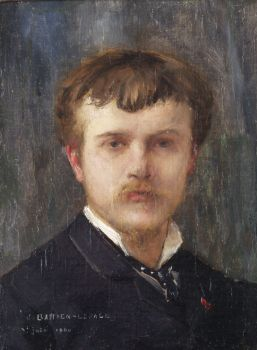
Jules Bastien-Lepage, Autoportrait.

Elle est nommée en l'honneur du peintre français Jules Bastien-Lepage (1848-1884).

## Historique
Cette voie est ouverte en 1883 sous le nom de « villa Michel-Ange ».
Elle prend sa dénomination actuelle par un arrêté du 10 novembre 1885 et est classée dans la voirie parisienne par un décret du 14 mars 1887.

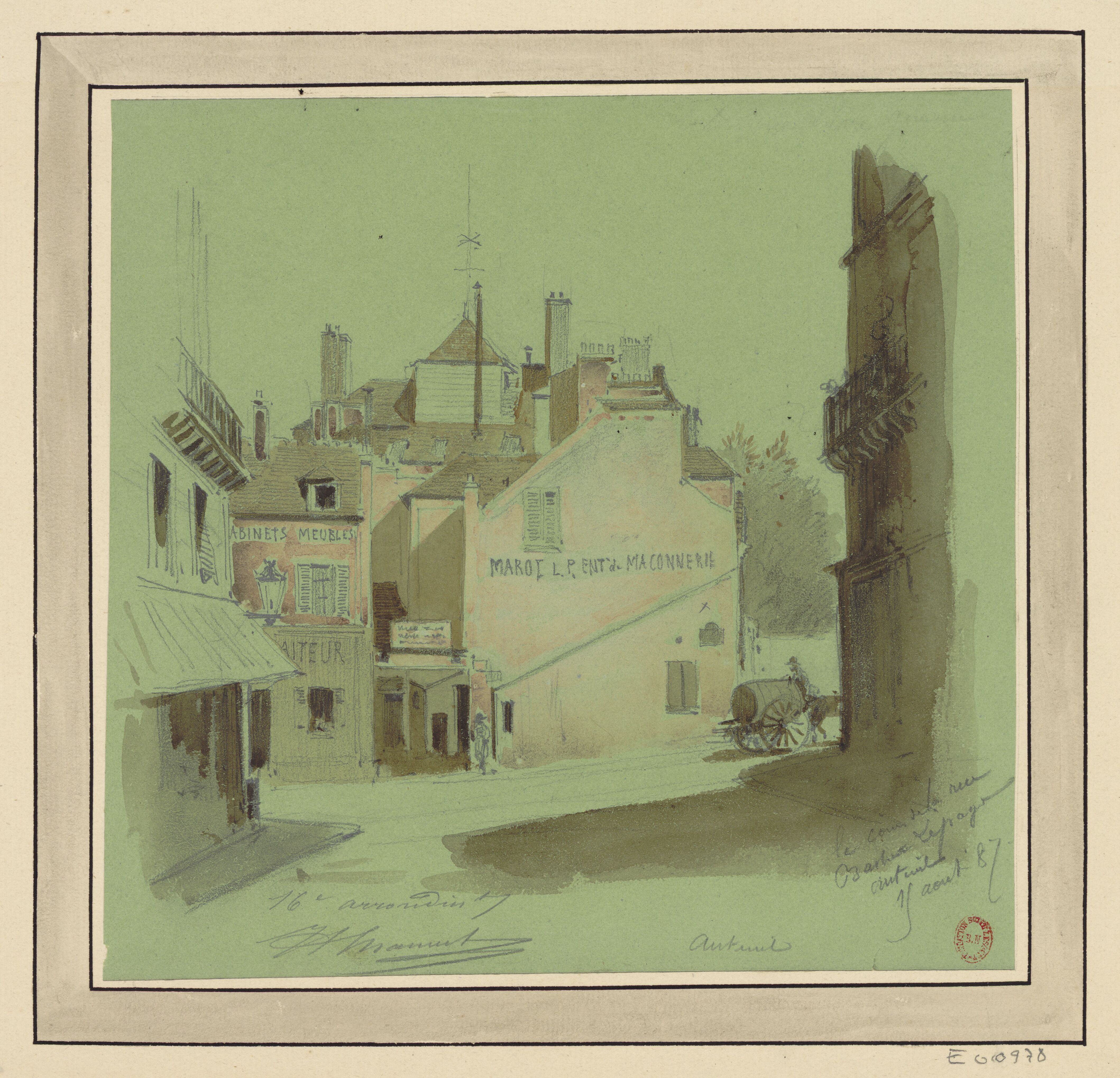
La rue au coin de la rue Pierre-Guérin en 1887 (dessin de Jules-Adolphe Chauvet).